# Ctenichneumon aterrimus
Ctenichneumon aterrimus är en stekelart som först beskrevs av Peter Friedrich Ludwig Tischbein 1879.  Ctenichneumon aterrimus ingår i släktet Ctenichneumon och familjen brokparasitsteklar. Inga underarter finns listade i Catalogue of Life.